# Classe Vydra
I mezzi da sbarco classe Vydra (progetto 106 secondo la classificazione russa) sono entrati in servizio negli anni sessanta.
Ampiamente esportati a Paesi amici, risultano ancora in servizio. La classificazione dovrebbe essere Desantny Kater (DK: nave da sbarco).

## Russia
In Russia ne sopravvivono dodici esemplari, tutti convertiti in chiatte. Sono tutti in servizio nella Flotta del Pacifico (con l'eccezione di uno, operativo nel mar Caspio).
Inoltre, altri due esemplari disarmati (progetto 106K) sono in servizio presso la Guardia di Frontiera Federale. Questi sono utilizzati per il rifornimento delle guarnigioni sul fiume Amur. Sono in grado di trasportare 176 tonnellate di merci ad una velocità di 10,5 nodi.

## Egitto
In Egitto risultano in servizio nove unità di questo tipo, utilizzate per operazioni anfibie. Sono state acquistate dall'Unione Sovietica tra il 1968 ed il 1969.
Sull'armamento non ci sono informazioni precise, ma dovrebbe essere quello “di serie” (anche se non si escludono modifiche). Tuttavia, nell'ottobre 1973, in occasione della Guerra del Kippur, alcune unità vennero modificate con dei lanciamissili, poi rimossi.
Per la navigazione, utilizzano il radar Decca. L'autonomia risulta essere di 2.500 miglia nautiche.

## Bulgaria
La Bulgaria pare abbia in servizio una ventina di queste unità, anche se alcune potrebbero essere in riserva o radiate. La costruzione è avvenuta sia in Unione Sovietica, sia in Bulgaria.
In questo Paese, inoltre, è in servizio la variante 106K. Si tratta di tre esemplari di serie convertiti in posamine costieri tra il 1992 ed il 1993. Il numero di mine che sono in grado di trasportare è sconosciuto.